# Atentados del 7 de julio de 2005 en Londres

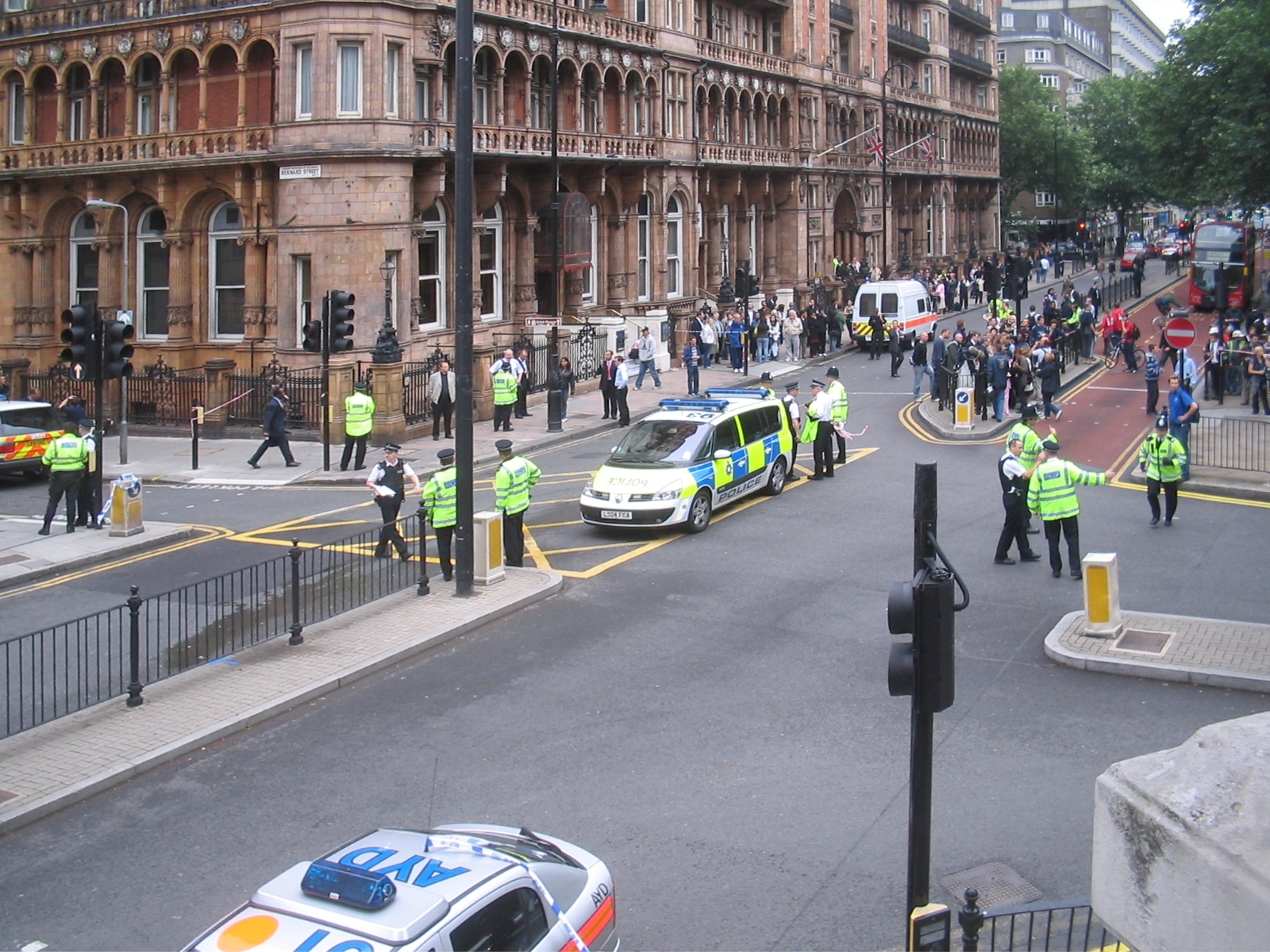
Plaza Russell

Todas las horas están en formato British Summer Time (BST), (UTC+1 / GMT+1).
El jueves 7 de julio de 2005, cuatro explosiones paralizaron el sistema de transporte público de Londres (Inglaterra) en plena hora punta matinal. A las 8:50 a. m., explotaron tres bombas con 50 s de intervalo entre una y otra, en tres vagones del metro de Londres. Una cuarta bomba explotó en un autobús a las 9:47 a. m. en la plaza Tavistock. Las bombas provocaron una interrupción severa en el transporte de la ciudad y la infraestructura de telecomunicaciones.
En los ataques fallecieron cincuenta y seis personas, incluidos los cuatro terroristas sospechosos, y 700 personas más resultaron heridas. Fueron los actos de terrorismo más sangrientos en el Reino Unido desde la muerte de 270 personas en el atentado de Lockerbie (Escocia) en 1988, y los más mortíferos en Londres desde la Segunda Guerra Mundial.
Los investigadores policiales identificaron a cuatro hombres que se piensa que son terroristas suicidas. Estos son los segundos atentados en Europa occidental con presencia de civiles inocentes (tras los atentados del 11 de marzo de 2004 en Madrid), y se piensa que fueron planeados por organizaciones paramilitares islamistas con sede en el Reino Unido. La organización terrorista Al Qaeda asumió la responsabilidad.
Los atentados ocurrieron mientras en el Reino Unido se estaba dando cita el primer día de la 31.ª Cumbre del G8, un día después de que Londres fuera elegida sede de los Juegos Olímpicos de 2012, dos días después del comienzo del juicio del imán fundamentalista Abu Hamza, cinco días después de que se realizara el concierto Live 8 allí, y poco después de que el Reino Unido hubiera asumido la presidencia rotatoria del Consejo de la Unión Europea.
El 21 de julio de 2005, una segunda serie de cuatro explosiones tuvo lugar en el metro de Londres y en un autobús de Londres. Sin embargo, esta vez solo los detonadores de las bombas explotaron y los cuatro terroristas no llegaron a inmolarse. No hubo víctimas mortales: el único herido registrado resultó ser un asmático hospitalizado. Todos los terroristas de este ataque fallido fueron arrestados por la policía.

## Explosiones
Pocas horas después de los atentados, el secretario de Estado, Charles Clarke, dijo a la Cámara de los Comunes que se habían confirmado cuatro explosiones: tres habían tenido lugar en el metro en el centro de Londres y una en un autobús de dos plantas en plena hora punta.
Cada una de las explosiones fue causada por una bomba cargada con unos 4,5 kg de explosivos, situada en el suelo de los vagones del metro y del autobús. Las bombas del metro fueron detonadas con temporizadores, mientras que el ataque al autobús podría haber sido causado bien por una bomba suicida, o bien por una detonación accidental.
Las autoridades policiales estaban razonablemente seguras de que los ataques al metro habían sido desencadenadas por temporizadores. El ataque al autobús no estaba tan claro. Aunque seguramente no se trató de una bomba adosada a una persona, no está claro si había un temporizador como en las bombas del metro, si había sido explotado intencionalmente por un suicida, o si se habría detonado accidentalmente mientras era transportada. Aún no se ha encontrado ninguna prueba concreta que apunte hacia cualquiera de estas posibilidades.
Durante los siguientes días también hubo informes no confirmados que aseguraban que se habían encontrado dos paquetes bomba en los trenes, que no llegaron a explotar. Más tarde, la policía justificó estos informes diciendo que se trataban de paquetes sospechosos que fueron destruidos mediante explosiones controladas, pero resultaron no ser bombas.

### Ataques a la red de metro

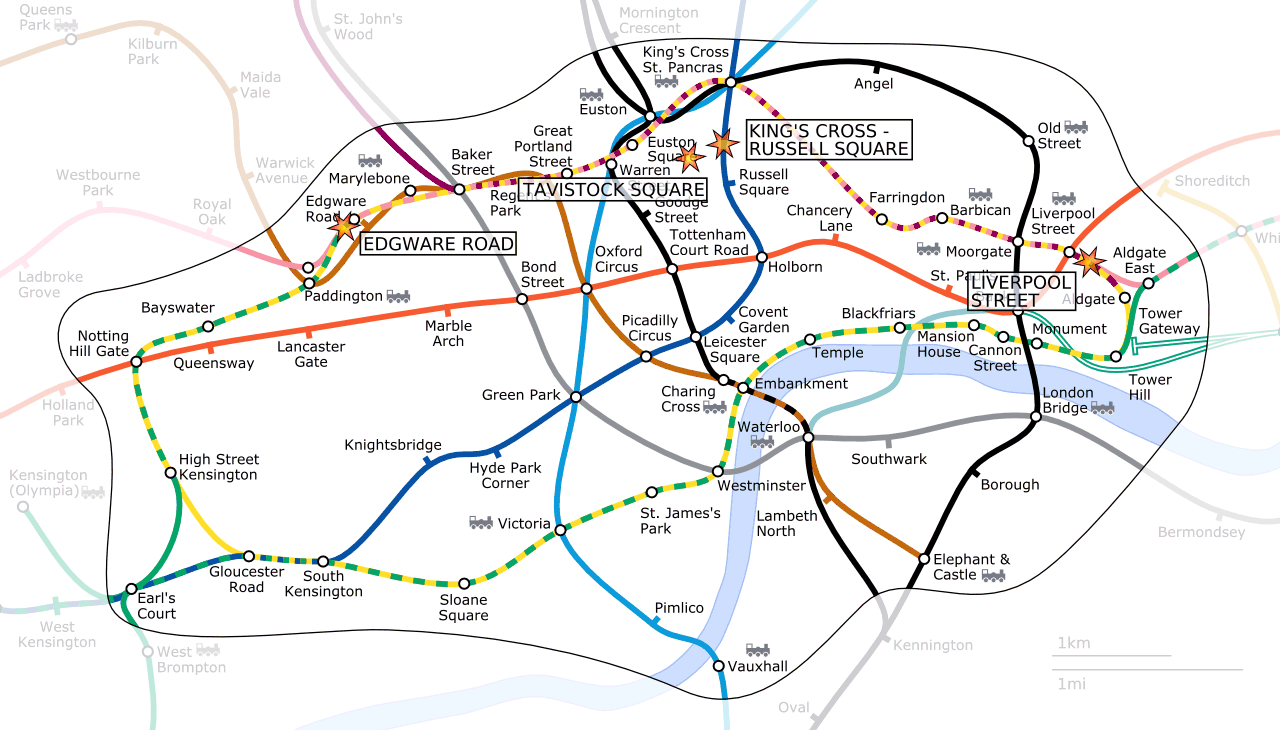
Zona de la red de metro donde se produjeron los ataques con los puntos señalados en el mapa.

08:50 — Tres bombas explotaron en el metro de Londres con una diferencia en un intervalo de tiempo de 50 s.
- La primera bomba explotó en la subsuperficie Circle Line del Metro en el tren número 204 entre la estación de Liverpool Street y Aldgate, que iba en dirección este. La bomba explotó unos ocho minutos después de que el tren dejara la estación de Kings Cross St. Pancras. En el momento de la explosión, el tercer vagón del tren estaba a unos 90 metros dentro del túnel desde el final de la estación de Liverpool Street. La vía paralela de la Hammersmith and City Line desde la estación de Liverpool Street hasta Aldgate East también resultó dañada.

- La segunda bomba explotó en el segundo vagón del tren de la sub-superficie Circle Line número 216 en la estación Edgware Road. La bomba explotó unos ocho minutos después de que el tren dejara la estación de Kings Cross. El tren acababa de dejar atrás la plataforma 4 en Edgware Road y se dirigía hacia Paddington. Había diversos trenes cerca de la explosión. Un tren de la Circle Line que se dirigía en dirección este (que llegaba a la plataforma 3 en Edgware Road desde Paddington) estaba adelantando al otro tren en el momento de la explosión y resultó dañado.[3] Una pared que fue dañada en la explosión se derrumbó más tarde. Había otros dos trenes en Edgware Road: un tren no identificado en la plataforma 2, y un tren de la Hammersmith and City Line, que se dirigía hacia el este, que acababa de llegar a la plataforma 1.

- La tercera bomba explotó en el tren número 311 de la línea de nivel profundo Picadilly Line que se dirigía hacia el sur, entre King's Cross St Pancras y Russell Square. Afortunadamente, el conductor del tren fue asistido por otro conductor, que subió en Kings Cross, y entró en la cabina para llevar el tren hasta Acton Town. La bomba explotó cerca de un minuto después de que el tren pasara King's Cross, momento en el cual había recorrido cerca de 457 m. La explosión tuvo lugar en la parte posterior del primer vagón del tren, causando daños importantes en la parte trasera de ese vagón, así como en la parte frontal del segundo.[4] El túnel circundante también sufrió daños.

En un primer momento se pensó que había habido cinco explosiones en el metro en lugar de cuatro. Esto era porque hubo dos explosiones en trenes que estaban entre dos estaciones, haciendo que los heridos salieran de ambas estaciones, dando la impresión de que había habido explosiones en cada una de ellas. La Policía también estudió las sincronizaciones de las explosiones del metro: los informes iniciales
habían indicado que ocurrieron en un período de casi treinta minutos. Esto era debido a la confusión inicial en el metro de Londres, donde se pensó en un principio que las explosiones habrían podido ser causadas por una sobrecarga eléctrica. Un informe inicial, minutos después de las explosiones, indicaba que había una persona debajo de un tren, mientras que otro hablaba de un descarrilamiento (ambos hechos ocurrieron realmente, pero solamente como resultado de las explosiones). Se declaró la alerta de código ámbar a las 9.19, y el metro de Londres comenzó a cerrar la red, llevando los trenes a las estaciones y suspendiendo todos los servicios.
Se piensa que los efectos de las bombas habían sido diferentes debido a las diferentes características de los túneles.
1. La Circle Line es un túnel de subsuperficie de construcción "cortar y cubrir" de cerca de 7 m de profundidad. Como el túnel tiene dos pistas paralelas, es relativamente ancho. Las dos explosiones en esta línea pudieron haber afectado al túnel, reduciendo su mortalidad.
2. La Piccadilly Line es un túnel subterráneo profundo, de hasta 30 m, con metros estrechos (3,5 m) de una sola pista y separaciones de apenas 15 cm. Este espacio estrecho reflejó la fuerza de la explosión, concentrando su efecto.

### Ataque a un autobús de dos plantas
- A las 9.47 hubo una explosión en la plaza Tavistock en el autobús número 30 operado por Stagecoach London que hacía su ruta desde Marble Arch a Hackney Wick.[5]

Un poco antes, el autobús había pasado por la zona de Kings Cross cuando iba desde Hackney Wick a Marble Arch. En Marble Arch, el autobús giró y comenzó el recorrido de vuelta de Marble Arch a Hackney Wick. Salió de Marble Arch a las 9.00 y llegó a la estación de autobuses de Euston a las 9.35, donde una multitud de gente había sido evacuada del metro y se estaba subiendo a los autobuses. Entonces, el autobús siguió una ruta alternativa debido a los cierres de las calles de la zona de King's Cross (debido a las anteriores explosiones en el metro). La gente que había sido evacuada del metro continuaba subiendo al autobús. En el momento de la explosión, el autobús iba por la plaza Tavistock en el punto donde se une con Upper Woburn Place. No está claro cuándo ni dónde subió el terrorista al autobús, y la policía solicitó la declaración de posibles testigos presenciales.
La explosión arrancó el techo de la cubierta superior del vehículo y destruyó la parte posterior del autobús. Los testigos declararon haber visto «la mitad del vehículo volando por los aires».
La detonación tuvo lugar cerca del edificio de la British Medical Association (BMA) en Upper Woburn Place, y varios doctores que se encontraban en el edificio pudieron proporcionar una asistencia médica inmediata. BBC Radio 5 y el periódico The Sun informaron más tarde de que dos pasajeros del autobús heridos habían asegurado que vieron a un hombre explotando en el autobús. Un pasajero que bajó del autobús en la parada anterior a la explosión declaró haber visto a un hombre joven nervioso que ocultaba su bolso cada poco tiempo, indicando que podría tratarse de una bomba suicida. Sin embargo, estos informes entran en contradicción con una declaración posterior hecha por el comisionario de la Policía Metropolitana, Ian Blair, que dijo que no había pruebas de la existencia de una bomba suicida.

### Víctimas mortales
56 personas —52 víctimas y los cuatro terroristas sospechosos— fallecieron. De los 700 heridos, unos 350 necesitaron ser hospitalizados, de los que 22 estaban en estado crítico.
| País                   | Número de fallecidos |
| ---------------------- | -------------------- |
| Reino Unido            | 30                   |
| Polonia                | 4                    |
| Nigeria                | 2                    |
| Afganistán             | 1                    |
| Australia              | 1                    |
| Estados Unidos-Vietnam | 1                    |
| Francia-Túnez          | 1                    |
| Ghana                  | 1                    |
| India                  | 1                    |
| Irán                   | 1                    |
| Israel                 | 1                    |
| Italia                 | 1                    |
| Kenia                  | 1                    |
| Mauricio               | 1                    |
| Nueva Zelanda          | 1                    |
| Rumanía                | 1                    |
| Sri Lanka              | 1                    |
| Turquía                | 1                    |

## Investigación

### Informes iniciales
Los primeros informes señalaron que una repentina sobretensión en la red de suministro eléctrico del metro había causado explosiones en el circuito eléctrico. Sin embargo, esta hipótesis fue desechada más tarde por National Grid, el proveedor de la energía. Algunos comentarios sugerían que la hipótesis podía ser cierta debido al daño causado por las bombas a las líneas de suministro energético a lo largo de las vías; una rápida serie de apagones causados por las explosiones (o interrupciones del suministro mediante interruptores en los lugares para permitir la evacuación) parecía similar, desde el punto de vista de un operador en la sala de mando, a una serie de conexiones y desconexiones en cascada resultado de una sobretensión eléctrica. Otros comentarios sugerían que la explicación de la "sobretensión eléctrica" había sido realizada de forma intencionada por las autoridades de los transportes con el fin de que se minimizara el pánico y permitir una evacuación segura de los pasajeros de la red de metro. De hecho, se dijo por la red de radio del autobús que a los pasajeros se les diría que había habido una sobretensión en el metro para calmarlos, cuando las autoridades conocían de hecho la causa real.

### Ataque terrorista
El comisionario de la Policía Metropolitana sir Ian Blair indicó dos horas más tarde de las explosiones que pensaba que se trataban «probablemente de un gran ataque terrorista». También dijo que la policía había encontrado indicios de explosivos en el lugar de una de las explosiones, aunque no especularía sobre quién habría llevado a cabo el ataque. La investigación se centró entonces en posibles sospechosos terroristas.
La Policía examinó unas 2500 muestras de las cámaras de circuito cerrado de televisión y pruebas forenses de los lugares de los ataques. Se cree que cada una de las cuatro bombas estaba compuesta de cuatro kilogramos y medio de explosivos, informando que se trataba de peróxido de acetona casero. Las bombas se situaron probablemente sobre el suelo de los trenes y el autobús.
Vincent Cannistraro, antiguo jefe del centro de antiterrorismo de la CIA, dijo a The Guardian que se había recuperado «dos bombas no explotadas» así como «dispositivos temporizadores mecánicos», aunque estas declaraciones fueron desmentidas explícitamente por la Policía Metropolitana.

### Terroristas suicidas
Se informó ampliamente de que las cuatro explosiones fueron obra de terroristas suicidas, pero en el momento de las mismas la Policía solo confirmó que pensaba que los terroristas habían muerto en las explosiones. Sin embargo, en la secuela que significó los atentados del 21 de julio y el asesinato de Jean Charles de Menezes, sir Ian Blair confirmó públicamente que pensaba que estaban tratando con terroristas suicidas.
No está claro por qué los suicidas llevaban objetos identificativos, que condujeron al descubrimiento de la fábrica de las bombas en Leeds. Al parecer, se tenía la intención de usar la fábrica de las bombas en el futuro y se dice que se habrían encontrado otros dispositivos explosivos en el coche de los suicidas sospechosos en la estación de Luton. Además, los suicidas sospechosos compraron billetes de vuelta a Londres desde Luton, lo que implica que tenían la intención de volver por donde habían venido.
Esto ha conducido a la especulación de que los suicidas podrían haber pensado sobrevivir a los ataques, quizás siendo engañados sobre la hora a la que debían escapar o sobre la naturaleza de los dispositivos que transportaban.
El hecho de que las primeras tres bombas explotaran en un intervalo de 50esds entre ellas implica que existía algún tipo de dispositivo temporizador o activación remota. Mientras en el caso del 11-M está ampliamente difundido que se usaron teléfonos móviles para detonar los explosivos a distancia, un método que no es posible utilizar debido a la falta de un servicio de telefonía móvil con suficiente calidad dentro del metro de Londres, las bombas de Madrid se activaron aparentemente mediante la batería de un teléfono móvil que se encendió mediante la función de alarma. Estando a 19 de julio de 2005, no hay pruebas de que se haya encontrado dicho temporizador, haciendo pensar que se trataría de una detonación manual.
La teoría de los atentados suicidas contradice la declaración del testigo presencial Bruce Lait, de Cambridge, según lo publicado en Cambridge News: «Crystal y él fueron ayudados fuera del vagón. Mientras se iban, un policía señalaba el lugar donde había estado la bomba. Hubo una enorme sobretensión eléctrica que nos empujó hacia fuera y estallaron nuestros tímpanos. "El policía dijo 'cuidado con ese agujero, es donde estuvo la bomba'. El metal fue doblado hacia arriba como si la bomba estuviera por debajo del tren. Parece ser que creen que la bomba se bandonó dentro de una mochila, pero no recuerdo que nadie estuviera donde lo estaba la bomba, ni ninguna mochila». Esto sugiere que al menos una de las bombas pudo haber estado en la vía o en los bajos del vagón.

### Sospechosos
Una conferencia de prensa de la policía el 12 de julio proporcionó más detalles sobre el progreso de la investigación. Los investigadores se centraron en un grupo de cuatro hombres, tres de los cuales eran de Leeds, West Yorkshire, y se dijo eran principalmente cleanskins, es decir, que las autoridades no los tenían reconocidos. El 7 de julio de 2005, los cuatro viajaron a Luton en Bedfordshire en coche, y después a Londres en tren. Fueron grabados por CCTV a su llegada a la estación de King's Cross a las 8.30 aproximadamente. Se encontraron pertenencias personales asociadas con los hombres en el lugar de las explosiones. El 12 de julio, la BBC informó que el sustituto del comisionario asistente Peter Clarke, jefe del grupo antiterrorista de la Policía Metropolitana, había dicho que las pertenencias de uno de los presuntos terroristas habían sido encontradas tanto en las explosiones de Aldgate como la de Edgware Road.
La Policía revisó seis propiedades en la zona de Leeds el 12 de julio: dos casas en Beeston. otras dos casas en Thornhill, una casa en Holbeck y otra casa en Alexandra Grove, Burley. Un hombre fue arrestado.
Según la Policía de West Yorkshire, se encontraron cantidades importantes de material explosivo en los rastreos de Leeds y se llevó a cabo una explosión controlada en una de las propiedades. También se encontraron explosivos en un vehículo asociado con uno de los sospechosos en la estación de tren de Luton y también fueron explotados de forma controlada.
La policía también rastreó una propiedad residencial en Aylesbury, Buckinghamshire el 13 de julio. La propiedad está situada en la zona de la Northern Road.
Se cree que las siguientes personas perpetraron los ataques:

#### Presuntos terroristas suicidas
- Hasib Hussain: descendiente de un pakistaní, autobús número 30, 18 años de edad, de Colenso Mount, Leeds.
- Jamal (Germaine) Lindsay: tren de la Piccadilly Line, residente de Aylesbury nacido en Jamaica.
- Mohamed Sadique Khan: tren de Edgware Road, 30 años de edad, casado y padre reciente, descendiente de un pakistaní, de Dewsbury, cerca de Leeds.
- Shehzad Tanweer: tren de Aldgate, 22 años de edad, descendiente de un pakistaní, de Colwyn Road, Leeds.

#### Posibles cómplices
Las siguientes personas están siendo investigadas, o ya lo han sido, en relación con los ataques.

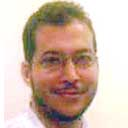
Magdi Asdi el-Nashar.

- Magdi Asdi el-Nashar: profesor egipcio en la Universidad de Leeds; arrendatario de la casa donde se encontraron los explosivos; fue arrestado en El Cairo el 15 de julio por la policía egipcia. Tras una detención de varias semanas, los oficiales egipcios le absolvieron por no tener ninguna conexión con las explosiones.

- Ejaz "Jacksy" Fiaz (también conocido como Eliaz Fiaz): posible co-conspirador, de treinta y pocos años, de Beeston, Leeds. Se pensó en un principio que había sido uno de los terroristas suicidas del tren de la Picadilly Line; ha desaparecido.

- Naveed Fiaz: hermano Ejaz, detenido por la policía en los días siguientes a los ataques, pero dejado en libertad sin cargos el 22 de julio. Estaba conectado con los tres suicidas mediante el Hamara Youth Access Point.

- Haroon Rashid Aswat: un espía de Al Qaeda y posible informador del MI6 se piensa que es el que fabricaba las bombas o el organizador de la célula terrorista, descrito inicialmente como un pakistaní de treinta y algunos años, que entró en Gran Bretaña a través de un puerto un día de junio de 2005, y dejó el país el 6 de julio. Informes del 28 de julio decían que había sido arrestado en Livingstone (Zambia) unos días antes. Fue deportado al Reino Unido el 7 de agosto y arrestado por la policía británica a su llegada. Las autoridades de los Estados Unidos han expresado su deseo de pedir su extradición para que encare cargos relacionados con el establecimiento de un campo de entrenamiento de terroristas en Oregón en 1999.

#### Célula de Luton
Ha habido cierta especulación sobre los enlaces entre los suicidas y otra presunta célula de al-Qaeda en Luton, que se disolvió en agosto de 2004. Ese grupo fue descubierto después de que el miembro de al-Qaeda Muhammad Naeem Noor Khan fuese arrestado en Lahore, Pakistán. Se dijo que su ordenador portátil contenía planes para realizar ataques en el metro de Londres, así como en edificios financieros de Nueva York y Washington. El grupo estuvo bajo vigilancia, pero el 2 de agosto de 2004 el New York Times publicó su nombre, citando fuentes pakistaníes. El filtrado de la información hizo que la policía británica y canadiense llevara a cabo los arrestos antes de finalizar sus investigaciones.
El gobierno estadounidense dijo más tarde que habían dado el nombre a algunos periodistas que no citaron las fuentes (en background), por el que Tom Ridge, el secretario de la seguridad patriótica, se disculpó.
Cuando se disgregó la célula de Luton, uno de los presuntos suicidas de Londres, Mohammad Sidique Khan (sin relación conocida), fue escudriñado brevemente por el MI5 que determinó que no era una amenaza y no fue puesto bajo vigilancia.

### Asunción de la responsabilidad
Aproximadamente a las 12.10 UTC del 7 de julio de 2005, la BBC News informó de que se había encontrado un sitio web, operado por asociados de Al Qaeda, que había publicado un comunicado de 200 palabras asumiendo la responsabilidad por los atentados. Tanto la revista alemana Der Spiegel como la BBC Monitoring informaron de que un grupo denominado Organización Secreta — al-Qaeda en Europa había publicado un reconocimiento de responsabilidad en el foro de Internet al-Qal3ah (el Castillo). El anuncio cita que los ataques son una respuesta debida a la participación británica en la invasión de Irak de 2003 y la invasión de Afganistán por parte de EE. UU. El comunicado también avisaba a otros gobiernos involucrados en Irak (mencionando específicamente a Dinamarca e Italia) para que retirara a sus tropas de Irak y Afganistán. Un comentador Saudí en Londres aseguró que la declaración era gramaticalmente pobre, y que la cita al Corán era incorrecta. Esto ha sido discutido.
Los ataques tienen similitud con los realizados en Madrid el 11 de marzo y sugieren que se trata de un ataque al estilo Al Qaeda. «Lo primero que resulta claramente obvio es la naturaleza sincronizada de los ataques, y esto es clásico en Al Qaida y las organizaciones relacionadas» comentó el analista de seguridad Sebestyen Gorka en Budapest.
En opinión del anterior comisionario de la Policía Metropolitana lord Stevens of Kirkwhelpington, antes de que se conociera la identidad de los suicidas, se pensaba que estos habían nacido o vivido en Gran Bretaña. Los ataque habrían requerido una preparación y priorizar los esfuerzos de reconocimiento, y una familiaridad con el fabricante de las bombas y la red de transporte de Londres así como el acceso a cantidades importantes de equipamiento y productos químicos para realizar las bombas. Se pensaba que los sospechosos serían individuos que habrían estado en los campos de entrenamiento de Al Qaeda en Afganistán antes de 2001. Así como se piensa que 3000 personas británicas o que hayan vivido allí han sido entrenadas en los campos y pueden haber entrenado a otras personas.
Sin embargo, algunas editoriales de periódicos de Irán han culpado por los atentados a las autoridades británicas o estadounidenses por tratar de justificar su guerra contra el terrorismo, y han dicho que el plan que incluye los atentados también incluye un aumento del acoso a los musulmanes de Europa.
El 13 de agosto de 2005 el periódico The Independent informó, cintando fuentes de la policía y del MI5, que los suicidas del 7 de julio actuaron de forma independiente a un cerebro terrorista externo de Al Qaeda.
El 1 de septiembre de 2005, Al Qaeda se atribuyó oficialmente la responsabilidad por los ataques en una cinta de vídeo emitida en la red de televisión árabe al Jazeera.

### Comunicado traducido
Unas horas después del ataque, alguien que usaba el nombre Nur al-Iman e identificado como «nuevo usuario», publicó un comunicado en el sitio web Al-Qal3ah que reivindicaba la responsabilidad de parte del Grupo de Organización Secreto de Al Qaeda de la Organización Jihad en Europa. Lo siguiente es la traducción del comunicado:

En el nombre de Dios, el misericordioso, el compasivo, que la paz sea con el alegre y el luchador intrépido, el Profeta Mahoma, que la paz de Dios sea con él.

Mundo islámico y mundo árabe: Regocijaros, pues ha llegado la hora de hacer venganza contra el gobierno de los cruzados sionistas británicos en represalia a las matanzas que comete en Irak y en Afganistán. Los heroicos muyahidin han llevado a cabo un ataque bendito (ghazw) en Londres. Gran Bretaña arde ahora de miedo, terror y pánico de norte a sur, de este a oeste.
Hemos avisado de forma reiterada al gobierno y al pueblo británicos. Hemos cumplido con nuestra promesa y realizado nuestro bendito ataque militar en Gran Bretaña, después de grandes esfuerzos efectuados por nuestros muyahidin en un largo lapso de tiempo para asegurar su éxito.
Seguimos advirtiendo a los gobiernos de Dinamarca e Italia y a todos los gobiernos cruzados que serán castigados de la misma forma si no retiran sus tropas de Iraq y Afganistán. El que avisa no es traidor.
Alá dice: «Tú que eres creyente: Si quieres ayudar (la causa de) Alá, Él te ayudará, y afirmará tus pasos».

La cita del final del comunicado es del Corán, en Sura 47:7. La traducción de la cita que aquí aparece fue realizada por Abdullah Yusuf Ali.
El término ghazw, traducido aquí como «asalto», es usado a menudo históricamente en contextos islámicos con connotaciones de un ataque sobre los enemigos del estado islámico visto como un acto meritorio; a aquellos que llevan a cabo dichos ataques (ghazawāt) se les denomina ghāzīs.

### Brigada de Abu Hafs al-Masri
Una segunda asunción de la responsabilidad fue publicada en Internet el 9 de julio, asumiendo que los ataques habían sido obra de otro grupo relacionado con Al Qaeda, la Brigada de Abu Hafs al-Masri. El grupo ha asumido anteriormente la responsabilidad por eventos que fueron resultado de problemas técnicos, como el apagón en Londres en 2003 y el apagón en Norteamérica en 2003, resultando ser falsos. También reclamaron la autoría de los atentados de Madrid del 11 de marzo de 2004.

### Cinta de Mohammad Sidique Khan
El 1 de septiembre de 2005, Al Jazeera emitió una cinta en la que hablaba Mohammad Sidique Khan, uno de los suicidas, en la que decía:

Yo y miles como yo estamos abandonando todo en lo que creíamos. Nuestro empuje y motivación no proviene de las comodidades tangibles que este mundo tiene para ofrecer. Nuestra religión es el Islam, obediencia al único Dios verdadero Alá, y seguir sus pasos hasta el final del mensaje del profeta.

Vuestros gobiernos elegidos democráticamente perpetúan de forma continua atrocidades contra mi gente en todo el mundo. Y vuestro apoyo a ellos os hace directamente responsables, así como yo soy responsable directo de proteger y vengar a mis hermanos y hermanas musulmanes.

Mientras no nos sintamos seguros seréis nuestros objetos, y hasta que no paréis los atentados, gaseos, encarcelamientos y torturas a mi gente no abandonaremos esta lucha. Estamos en una guerra y yo soy un soldado. Ahora vosotros también probaréis la realidad de esta situación.

La cinta había sido editada y también aparecía en ella el número dos de Al-Qaeda, Ayman al-Zawahiri, sugiriendo una relación directa entre Khan y Al Qaeda.
Una transcripción de la cinta más completa está disponible en Wikisource.

### Avisos
Ya que no se ha documentado apropiadamente ni se tiene conocimiento de ningún aviso o advertencia, lo que continúa es citado a veces como indicaciones tanto de los eventos que ocurrirían como de algunas previsiones.
- Algunos nuevos argumentos aparecidos pocas horas después de los ataques hicieron crecer las dudas sobre la posición del gobierno británico en cuanto a que no había habido ningún aviso ni conocimiento anteriores. En la CBS News se informó de que un oficial superior israelí dijo que la policía británica dijo a la Embajada Israelí en Londres unos minutos antes de las explosiones que habían recibido avisos sobre posibles ataques terroristas en la ciudad. Esto fue retirado más tarde por AP.[29] Un informe de Associated Press seguido de varios sitios de noticias, incluido The Guardian, atribuyó el informe inicial de un aviso a un «oficial del Ministerio de Exteriores, hablando en condición de anonimato» israelí, pero añadió el posterior desmentido por parte del ministro de Exteriores Silvan Shalom en la Radio del Ejército de Israel: "No hubo información anterior sobre los ataques terroristas".[30] Un informe similar en el sitio web del periódico israelí de izquierdas Israel National News / Arutz Sheva atribuyó la hipótesis a la «Radio del Ejército citando fuentes de confianza no confirmadas».[31] Aunque el informe ha sido retirado, las noticias originales todavía circulan como resultado de su presencia en los archivos y hemerotecas de los sitios web de noticias.

- El anterior director de la organización Mossad del grupo de inteligencia isaraelí, Efraim Halevi, declaró el 7 de julio que los ataques fueron simultáneos, dos días antes de que las autoridades británicas llegaran a la misma conclusión, (Reglas de conflicto para una guerra mundial Archivado el 31 de marzo de 2014 en Wayback Machine.), aunque la definición de «simultáneos» puede haber sido inexacta.

- En una entrevista con el periódico portugués Público un mes después de los atentados en los trenes de Madrid, el clérigo jeque de Siria Omar Bakri Muhammad avisó de que un grupo con sede en Londres «muy bien organizado» al que llamaba Al Qaeda Europa, estaba «a punto de llevar a cabo una gran operación».[32] En diciembre de 2004, el jeque aseguró que si los gobiernos occidentales no cambiaban sus políticas, los musulmanes les darían «un 11-S día tras día».

- Según una publicación del 17 de noviembre de 2004 en el sitio web de Newsweek, las autoridades estadounidenses tenían pruebas de que había terroristas planeando un posible ataque en Londres. Además, este artículo decía que algunos agentes del FBI estaban evitando el uso del metro de Londres.[33]

## Alertas de seguridad
Aunque hubo alertas de seguridad en varios lugares, no ocurrió ningún otro incidente terrorista fuera del centro de Londres. Se destruyeron paquetes sospechosos mediante explosiones controladas en Brighton, Coventry y Edimburgo. Se elevó el nivel de seguridad a lo largo de todo el Reino Unido al nivel de alerta máxima.
Muchos otros países elevaron su nivel de seguridad a estado de alerta (por ejemplo: Estados Unidos, Francia y Alemania), sobre todo en el transporte público. Durante un tiempo los comandantes estadounidenses ordenaron a las tropas con sede en el Reino Unido que evitaran ir a Londres.
A las unidades de francotiradores policíacas se les informó de que siguieran a una docena de sospechosos de Al Qaeda en Gran Bretaña. Los equipos armados ocultos estaban bajo orden de disparar a matar si la vigilancia sugería que un terrorista sospechoso llevaba una bomba y se negara a rendirse si así se lo pedían los policías.
Se rumoreó en un principio, incorrectamente, de que se había encontrado a un hombre en Canary Wharf (Londres), armado con una bomba y había sido disparado por un francotirador antes de que pudiera llevar a cabo cualquier ataque.

### Fallos en las redes de transportes y de comunicaciones

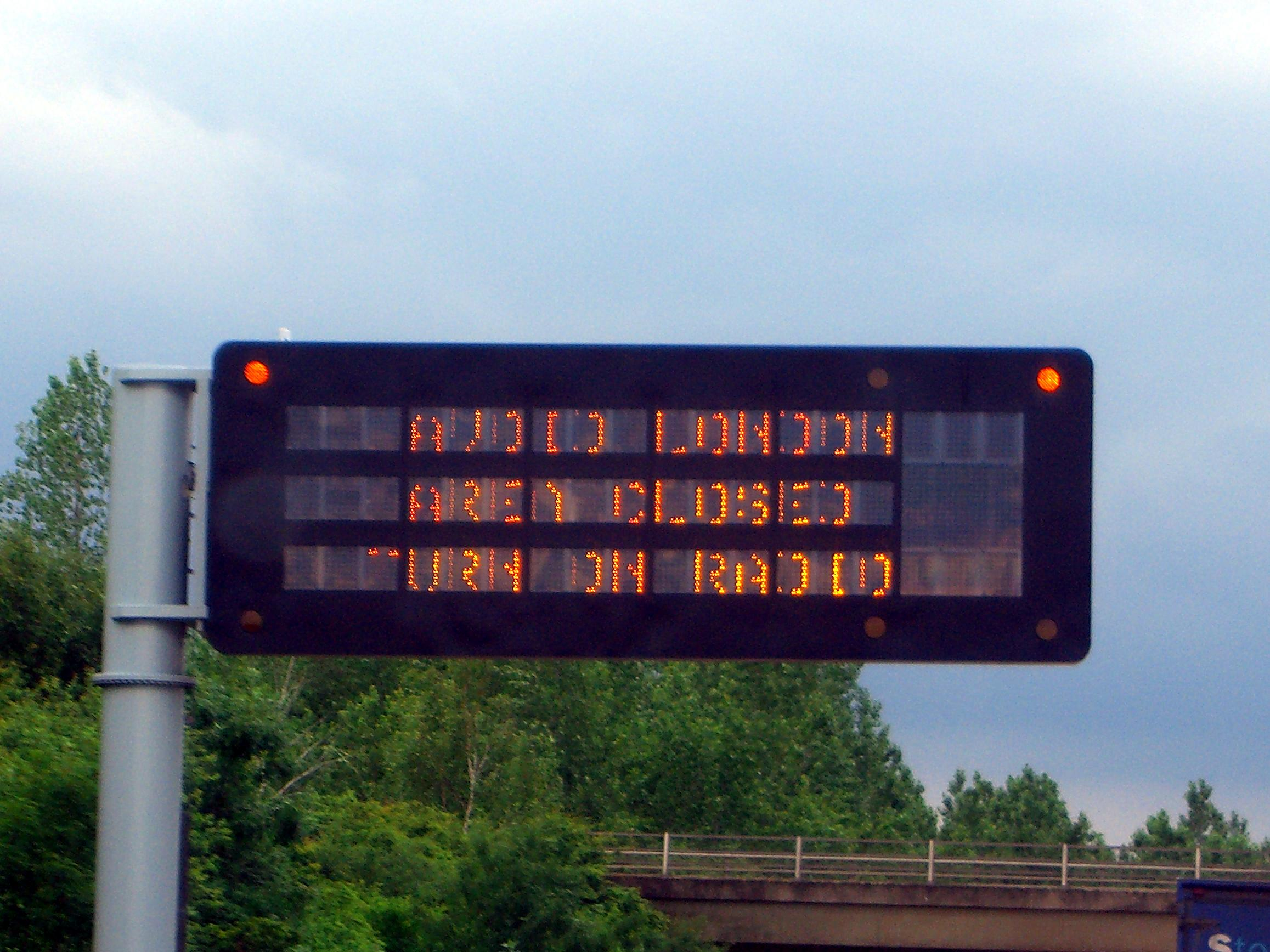
Cartel señalizador en la circunvalación M25 donde se indica en inglés:
EVITE LONDRES
ÁREA CERRADA
ENCIENDA LA RADIO.

Vodafone informó que su red de telefonía móvil alcanzó su capacidad máxima a las 10.00, poco después de producirse las explosiones. Por ello, la compañía se vio obligada a poner en marcha los protocolos de prioridad para servicios de emergencia (Access Overload Control, ACCOLC por sus siglas en inglés, Control de Sobrecarga de Acceso). Otras redes de telefonía también informaron de fallos en el servicio. La BBC especuló en un principio con la posibilidad de que las redes de telefonía hubieran sido cerradas expresamente por los servicios de seguridad para evitar que los teléfonos móviles actuaran como detonadores de las bombas, tal y como pasó en los atentados de Madrid. Aunque esta posibilidad fue barajada por las autoridades, posteriormente se supo que tanto los fallos de las redes de telefonía móvil como las de telefonía fija se debieron única y exclusivamente a la saturación del servicio por la avalancha de usuarios en una zona muy determinada intentando establecer comunicación con las posibles víctimas.
Durante gran parte del día, la red del transporte público de Londres estuvo prácticamente colapsada debido al cierre del metro, al cierre de la Zona 1 de autobús y a la evacuación masiva de la plaza Russell. El servicio de autobuses se restableció finalmente a las 16.00 del mismo día, mientras que las principales líneas de tren abrieron poco después. Las calles estaban llenas de personas que tenían que viajar a pie hacia la estación de tren abierta más cercana. Los barcos turísticos del río se pusieron al servicio para proporcionar una alternativa a los trenes y autobuses congestionados de gente. Miles de personas eligieron caminar hacia casa o ir a pie al autobús de la cercana Zona 2 o a la estación de tren. La red de metro abrió al día siguiente (excepto en las estaciones afectadas, donde los trenes no paraban), aunque muchos viajeros optaron por quedarse en casa.
Gran parte de la estación de Kings Cross también fue cerrada, utilizando la zona de expedición de tickets y la zona de espera como un improvisado hospital para tratar a los heridos en el acto. Aunque la estación volvió a abrir más tarde ese mismo día, solo se podían utilizar los servicios del suburbano, con los trenes de Intercity cuyo trayecto acababa en Peterborough (el servicio fue restaurado completamente el sábado siguiente). La estación de King's Cross St. Pancras permaneció abierta para ofrecer servicio solo a la Metropolitan Line para poder facilitar el esfuerzo de recuperación e investigación que se llevó a cabo durante una semana, aunque los servicios de la Victoria Line fueron restablecidos el 15 de julio y los de la Northern Line el 18 de julio. La estación de St. Pancras, situada a continuación de King's Cross, fue cerrada la tarde del jueves, haciendo que todos los trenes de Midland Mainline finalizaran su trayecto en Leicester interrumpiendo los servicios en Sheffield, Nottingham y Derby.
El 25 de julio todavía había interrupciones en la Piccadilly Line (que no funcionaba entre Arnos Grove y Hyde Park Corner en ningún sentido), la Hammersmith & City Line (que solo ofrecía un servicio de ida y vuelta entre Hammersmith y Paddington) y la Circle Line (que fue suspendida por completo). La Metropolitan line reanudó los trayectos hasta Moorgate y Aldgate el 25 de julio. La Hammersmith and City también estuvo operativa durante las horas punta para ofrecer trayectos entre Whitechapel y Baker Street. Sin embargo, la mayor parte de la red de metro funcionaba con normalidad.
El 2 de agosto la Hammersmith & City Line reanudó el servicio normal; la Circle Line aún estaba suspendida, aunque todas las estaciones de la Circle Line ofrecían servicio a otras líneas. La Piccadilly Line reanudó el servicio el 4 de agosto.

### Impacto económico

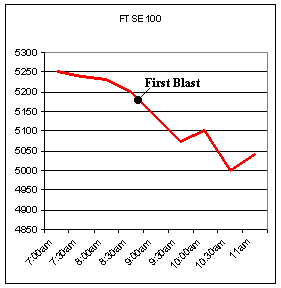
Caída del FTSE 100 tras la primera bomba.

Hubo efectos económicos limitados al ataque en la economía mundial, medido por la actividad del mercado financiero y el tipo de cambio. La libra esterlina cayó 0,89 céntimos al valor más bajo desde hacía 19 meses con respecto al dólar estadounidense. Sin embargo, las bolsas cayeron menos de lo que mucha gente temía.
El índice FTSE 100 cayó unos 200 puntos en las dos horas siguientes al primer ataque. Ésta fue su mayor caída desde el comienzo de la guerra de Irak, y disparó las medidas especiales de la bolsa, disminuyendo las ventas desesperadas, dirigiéndolo hacia la estabilización del mercado. En el momento del cierre, se había recuperado hasta alcanzar 71,3 puntos (una bajada del 1,36 %). Los mercados de Francia, Alemania, los Países Bajos y España también cerraron con una bajada cercana al 1 % durante el día.
El índice del mercado estadounidense finalmente tuvo una ligera subida, en parte porque el índice del dólar tuvo una repentina subida en relación con la libra y al Euro. El Dow Jones Industrial Average ganó 31,61 puntos hasta situarse en 10.302,29. El índice Nasdaq Composite subió 7,01 puntos hasta colocarse en 2.075,66. El índice 500 de Standard & Poor subió 2,93 puntos y acabó en 1.197,87 tras bajar un 1 %. Todos los benchmark subieron un 0,3 %.
Los mercados repuntaron el 8 de julio cuando se confirmó que el daño causado por el atentado no era tan grande como se había pensado inicialmente. Al cierre, los mercados se habían recuperado completamente, alcanzando un nivel de negocio similar al del comienzo del 7 de julio. Las aseguradoras del Reino Unido tienden a asegurar las responsabilidades por daños terroristas en exceso las primeras 75 000 000 £ con Pool Re, una mutua de seguros creada por el gobierno que reúne a las principales aseguradoras. Pool Re tiene reservas sustanciales e informes de periódicos que indican que las demandas serán cubiertas fácilmente.
El 9 de julio, el Bank of England, HM Treasury y la Financial Services Authority revelaron que habían instigado planes de contingencia justo después de los ataques para asegurar que los mercados financieros del Reino Unido pudieran seguir negociando. Esto implicó la activación de una «sala de charlas secreta» en la página web de la Continuidad del Sector Financiero del Gobierno Británico, que permitió a las instituciones comunicarse con los bancos y agentes de mercado del país.

## Reacciones

### Reacción de los medios de comunicación

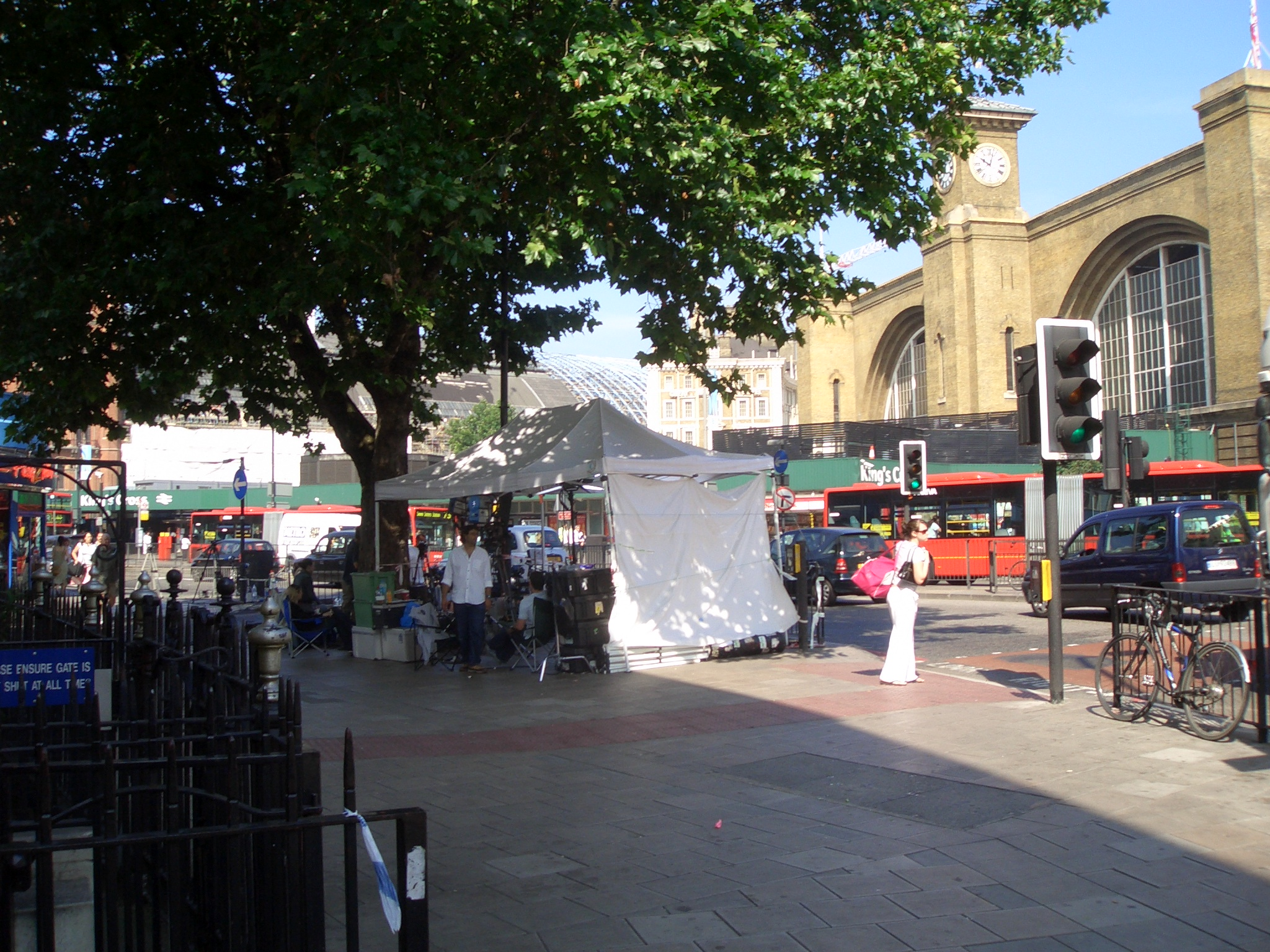
Puesto de noticias de TV en la King's Cross.

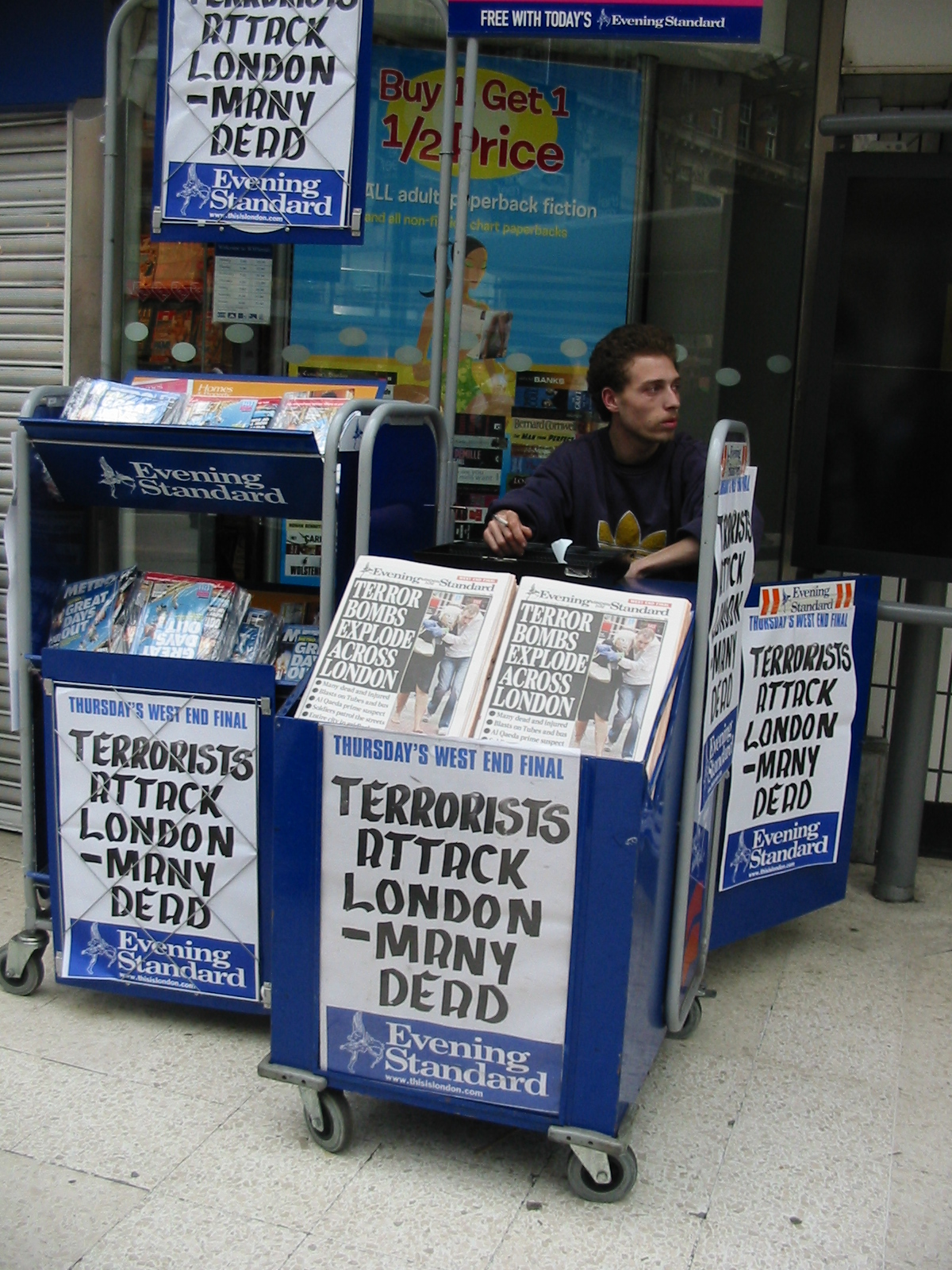
Titulares de los periódicos sobre las 15:00 horas del 7 de julio.

Las noticias que ocurrían en el lugar de los ataques fueron emitidas durante el 7 de julio tanto por BBC 1 como ITV 1 de forma ininterrumpida hasta las 19.00. Sky News no emitió publicidad durante 24 horas. La cobertura de televisión fue significativa por el uso de videos realizados con teléfonos móviles y enviados por personas que se encontraban en el lugar de los hechos, así como imágenes en directo del tráfico a través de las cámaras CCTV instaladas en Londres.
Muchas emisiones de películas y obras de teatro fueron canceladas o pospuestas. Por ejemplo, BBC Radio 4 quitó su Classic Serial, que ya estaba programado, sin explicación alguna; habría aparecido Greenmantle de John Buchan sobre la rebelión de los musulmanes contra intereses británicos en el exterior. ITV sustituyó las películas The X-Files en la cual un edificio es parcialmente destruido por una bomba, por Stakeout, y The Siege, donde una bomba destruye un autobús de pasajeros por completo, por 60 segundos.
Incluso el culebrón insignia de la BBC EastEnders fue forzado a reeditar el episodio de esa noche, que contenía una secuencia en la que aparecía una casa explotando, ambulancias y supervivientes asfixiándose por la inhalación de humo. Sky 1 emitió un episodio de Star Trek: The Next Generation en lugar de Terror Attacks: Could You Survive...?. También los canales musicales propiedad de Viacom (MTV, VH1, TMF y todos sus subcanales) emitieron una lista de reproducción de música 'lúgubre' durante el resto del día y algunos de los siguientes (los estudios de la MTV están situados en Camden Town, cerca de algunos de los lugares de las explosiones). 
El sitio web bbc.co.uk registró el mayor pico de ancho de banda, 11 Gb/s a las 12.00 el 7 de julio. BBC News recibió unos 1 000 millones de visitas durante el día de los atentados (incluidas todas las imágenes, texto y HTML), serviendo unos 5,5 terabytes de datos. En las horas punta del día había hasta 40 000 solicitudes de páginas por segundo en el sitio web de BBC News. El anuncio de la concesión de los Juegos Olímpicos de Londres 2012 el día anterior causó un pico de unos 5 Gb/s. El récord anterior de bbc.co.uk fue registrado por el anuncio del veredicto de Michael Jackson, que usó 7,2 Gb/s.
El martes 12 de julio se informó de que el partido de derechas British National Party había lanzado folletos mostrando imágenes del "Autobús número 30" después de que hubiera sido explotado. El eslogan "Maybe now it's time to start listening to the BNP" ("Quizás es hora de empezar a escuchar a BNP") fue impreso bajo la foto. El BNP fue acusado de usar el folleto para agitar el odio racial. El folleto puede ser visto aquí.
En varios países de fuera del Reino Unido, los medios de comunicación recordaron que la indulgencia del Reino Unido hacia militantes islamistas radicales (durante el tiempo que formaron parte de actividades fuera del Reino Unido), así como el rechazo del Reino Unido de extraditar o procesar suspechosos de actos terroristas cometidos fuera del Reino Unido, hicieron que a Londres se le llamara en ocasiones Londonistan, y han puesto en duda estas políticas. Estas políticas fueron calificadas como un intento cínico de quid pro quo: supuestamente el Reino Unido intercambió una ausencia de ataques en su suelo con la tolerancia.
La Guardia Real española entono días después el himno británico God Save the Queen, en respuesta al acto que tuvo la Guardia Real inglesa, días después de los atentados del 11-M en Madrid, al entonar los acordes del Himno Nacional de España.

## Comparaciones históricas
Los atentados supusieron el ataque más mortífero en Londres desde un cohete V-2 asesinara a 131 personas en Stepney el 27 de marzo de 1945, cerca del final de la Segunda Guerra Mundial. Fueron el incidente con más muertos después de la Segunda Guerra Mundial en la capital desde el choque de trenes en la estación Harrow & Wealdstone de 1952, que dejó 112 fallecidos.
Fueron el segundo ataque terrorista más mortífero en el Reino Unido, tras el atentado del vuelo 103 de la Pan Am sobre Lockerbie, Escocia (270 muertos). Entre otros atentados terroristas en la historia reciente se incluye el atentado de Omagh en 1998 (29 muertos) y el de los seis de Birmingham de 1974 (21 muertos). 
Los ataques de 2005 son, posiblemente, el primer atentado suicida coordinado perpetrado por terroristas islamistas en la historia de Londres. Constituyen uno de los incidentes más mortíferos en la historia del metro de Londres, con muchas más víctimas que el choque en Moorgate de febrero de 1975 (43 muertos) o el incendio de Kings Cross de noviembre de 1987 (31 muertos), aunque menos que en los atentados de la estación Balham en tiempos de guerra (14 de octubre de 1940) —65 muertos, y el de la estación Bank (11 de enero de 1941)— 56 muertos, o la aglomeración durante un ataque aéreo en la estación de Bethnal Green el 3 de marzo de 1943 cuando 173 personas perdieron la vida.
El metro de Londres ha sido objetivo de atentados con anterioridad. En febrero y marzo de 1976, el IRA dejó varios dispositivos explosivos en la red de metro. El 4 de marzo de 1976, ocho personas resultaron heridas por la explosión de una bomba en la estación Cannon Street; 11 días después, nueve personas resultaron heridas por una explosión en la estación West Ham. Segundos después del incidente, el conductor del tren fue assesinado a tiros cuando intentaba perseguir al terrorista que huía. Dos dispositivos más fueron encontrados en las estaciones de Oxford Circus y Wood Green y fueron desactivados.
El ataque de 2005 representó las mayores explosiones en un incidente terrorista en una ciudad del Reino Unido desde el Bloody Friday en Belfast en julio de 1972 (se pusieron 22 bombas). Fueron el ataque más mortífero en el mundo en un sistema de transporte público desde los atentados de Madrid del 11 de marzo de 2004 (193 muertos), aunque el ataque de gas sarín en el metro de Tokio de marzo de 1995 provocó muchos más heridos.
Solo ha habido otra explosión de una bomba en un autobús de Londres en los últimos años: el 18 de febrero de 1996 en la calle Wellington cerca de Aldwych, en la que la única víctima fue el miembro del IRA que transportaba el explosivo. Este suceso es visto como una detonación accidental de la bomba que el terrorista quería dejar en algún lugar, más que un ataque suicida.
Los ataques de 2005 fueron los primeros asesinatos de terroristas en Londres desde el 30 de abril de 1999 cuando el neonazi David Copeland hizo volar el pub Admiral Duncan en Soho en un ataque homofóbico, matando a tres personas. También fue el primer atentado suicida llevado a cabo en Europa.

### Artículos de noticias
- Artículos en Wikinoticias: Explosión en Liverpool Street Station de Londres
- La Vanguardia
- El Mundo
- El País
- Libertad Digital (enlace roto disponible en Internet Archive; véase el historial, la primera versión y la última).
- Primeras planas de los diarios del mundo
- Libération (en francés)
- Le Nouvel Observateur Archivado el 9 de julio de 2005 en Wayback Machine. (en francés)
- BBC (en inglés)
- Sky News (en inglés)
- CNN (en inglés)
- The Guardian (en inglés)
- Noticias en Tiempo Real — Newsradar.it

### Streams en vivo
- BBC TV: Stream de Windows Media,

Stream de Real Media, Radio Five Live.
- Australian Broadcasting Corporation — ABC (Windows media)
- www.rampartradio.co.nr Radio RampART (radio web de Londres)
- Radical Radio Coalition (Edimburgo/Internacional)
- Canal 24 horas de Televisión Española

### Listado de supervivientes
Páginas web que reúnen información sobre notificaciones de supervivientes
- LiveJournal rollcall

- Datos: Q10818
- Multimedia: London bombing, July 2005 / Q10818
- Noticias: Londres es víctima de un atentado terrorista múltiple